# György Mező
György Mező (...) è un astronomo ungherese.
Il Minor Planet Center gli accredita la scoperta dell'asteroide 547612 Károligáspár effettuata l'11 ottobre 2010 in collaborazione con Krisztián Sárneczky.